# Flint Generals (1969–1985)
Flint Generals byl profesionální americký klub ledního hokeje, který sídlil ve Flintu ve státě Michigan. V letech 1969–1985 působil v profesionální soutěži International Hockey League. Generals ve své poslední sezóně v IHL skončily ve čtvrtfinále play-off. Své domácí zápasy odehrával v hale Dort Federal Credit Union Event Center s kapacitou 4 021 diváků. Klubové barvy byly modrá, zlatá a bílá.
Zanikl v roce 1985 přestěhováním do Saginawu, kde byl vytvořen tým Saginaw Generals. Jednalo se o vítěze Turner Cupu ze sezóny 1983/84.

## Úspěchy
- Vítěz Turner Cupu ( 1× )
  - 1983/84

## Přehled ligové účasti
Zdroj: 
- 1969–1970: International Hockey League (Severní divize)
- 1970–1971: International Hockey League
- 1971–1980: International Hockey League (Severní divize)
- 1980–1981: International Hockey League (Východní divize)
- 1981–1982: International Hockey League
- 1982–1983: International Hockey League (Východní divize)
- 1983–1984: International Hockey League
- 1984–1985: International Hockey League (Východní divize)